# Sting (película)
Sting es una película de terror de 2024 escrita y dirigida por Kiah Roache-Turner, y protagonizada por Ryan Corr, Alyla Browne, Penelope Mitchell, Robyn Nevin, Noni Hazlehurst, Silvia Colloca, Danny Kim y Jermaine Fowler. La película sigue a una niña que cría en secreto una araña como mascota, la cual se transforma en un monstruo gigante.
Sting se estrenó en Estados Unidos y Canadá el 12 de abril de 2024.

## Argumento
Una noche fría y tormentosa en la ciudad de Nueva York, Charlotte, una niña rebelde de 12 años, vive en un edificio de apartamentos ruinoso con su padrastro, Ethan, un trabajador agotado, su madre, Heather, y su medio hermano pequeño, Liam. Charlotte suele quedarse sola y se topa con una pequeña araña nacida de un extraño objeto brillante que se estrella en el apartamento de su tía abuela. Intrigada, ella decide tener la araña como mascota y la llama Sting.
Mientras Charlotte cuida de Sting, quién también aprende a silbar del tono Iphone de Charlotte, la araña comienza a crecer a un ritmo alarmante. Al principio, mantiene en secreto su tamaño, pero a medida que se vuelve más difícil ocultarlo, su padrastro y los vecinos comienzan a notar sucesos extraños en el edificio. El creciente tamaño de Sting y su apetito insaciable pronto provocan la muerte de mascotas y residentes. La relación de Charlotte con su padrastro se tensa por la realidad de su padre biológico. Durante una crisis nerviosa causada por Ethan, Sting ataca a ambos padres mientras Charlotte está cerca, ajena a su hermano.
La tensión aumenta cuando Sting, convertido en una araña gigante, atrapa a varios residentes del edificio. Charlotte, que ha visto la aversión de Sting a las bolas de naftalina, sale en busca de su familia desaparecida con una bola de naftalina y agua. Cuando Charlotte intenta salvar a Ethan, se enfrentan a numerosos obstáculos, incluyendo la inteligencia y la adaptabilidad de Sting. Sting ataca al grupo en el compactador de basura del sótano del edificio.
Charlotte logra atraer a Sting a una trampa con la ayuda de Ethan. Usando un dispositivo de compresión de basura, ellos destruyen a Sting. Aunque la familia de Charlotte está a salvo, ellos no se dan cuenta de que Sting ha puesto varios huevos y uno comienza a eclosionar.

## Reparto
- Ryan Corr como Ethan, el padrastro sobrecargado de trabajo de Charlotte.
- Alyla Browne como Charlotte, la hija de Heather
- Penelope Mitchell como Heather, la madre de Charlotte.
- Robyn Nevin como Gunter
- Noni Hazlehurst como Helga
- Silvia Colloca como Maria
- Danny Kim como Erik
- Jermaine Fowler como Frank
- Tony Black como el Oficial Miller
- Jett Berry y Kade Berry como el bebé Liam
- Lee Perry como narrador del documental

## Producción
La fotografía principal se llevó a cabo en Australia y finalizó en febrero de 2023.

## Lanzamiento
Sting se estrenó el 12 de abril de 2024 en Estados Unidos por Well Go USA Entertainment.
La película se estrenó en Nueva Zelanda el 16 de mayo de 2024, en el Reino Unido el 31 de mayo de 2024, en Alemania el 20 de junio de 2024 y en Australia el 18 de julio de 2024.

## Recepción

### Taquillas
Sting recaudó $825,797 en 975 cines durante su fin de semana de estreno en América del Norte (Estados Unidos, Canadá y Puerto Rico).
Al 19 de octubre de 2024, la película había recaudado 2.474.742 dólares en todo el mundo, de los cuales su estreno en Norteamérica representó casi el 50% y sus ingresos internacionales fueron de 1.350.232 dólares.

### Respuesta crítica
En el sitio web recopilador de reseñas Rotten Tomatoes, el 70 % de las 111 reseñas de los críticos son positivas, con una calificación promedio de 5,9/10. El consenso del sitio web dice: « Sting debería satisfacer a los fanáticos del terror con ganas de una película de criaturas, incluso si el resultado final probablemente no perdure en la memoria». Metacritic, que utiliza un promedio ponderado, le asignó a la película una puntuación de 57 sobre 100, basándose en 16 críticos, lo que indica reseñas «mixtas o regulares».
Meagan Navarro, de Bloody Disgusting, le dio una puntuación de 3/5, escribiendo: «Gracias a la audaz actuación de Browne y al énfasis en los efectos especiales de las criaturas, Sting funciona como una entretenida película de criaturas que recuerda a la época».Bill Goodykoontz, de The Arizona Republic, también le dio 3/5 estrellas, calificándola de «una entrada sólida, aunque poco espectacular, en la categoría de arañas asquerosas... Pero cuando intenta encajar alguna versión de drama familiar significativo, se desvía un poco».Owen Gleiberman, de Variety, dijo que la película era «una alegre versión de Alien, ambientada en un apartamento, mezclada con elementos de El Resplandor». Concluyó: «Sting nunca es más que una nimiedad cursi, pero al menos la película lo sabe».
David Ehrlich de IndieWire le dio a la película una calificación C, escribiendo: "Hay diversión decente en este astuto y contenido reptil australiano... pero Sting es demasiado pequeño para que su enorme araña alienígena se maniobre de maneras inesperadas, y la tierna historia humana que Roache-Turner teje a su alrededor carece de la mordacidad que necesita para derretir tu corazón o licuar cualquiera de tus otros órganos".Simon Abrams de RogerEbert.com le dio 2/4 estrellas, escribiendo: "Los creadores de Sting... obviamente han visto muchas películas de género, pero esa cinefilia no se traduce en buenas emociones baratas o dramas de aventuras que complazcan al público".